# Mistrzostwa Świata w Lekkoatletyce 2005 – skok o tyczce mężczyzn
Skok o tyczce mężczyzn – jedna z konkurencji rozgrywanych podczas lekkoatletycznych mistrzostw świata w 2005. Eliminacje odbyły się 9 sierpnia, a finał został rozegrany 11 sierpnia.
Do eliminacji zgłoszonych zostało 27 zawodników z 19 państw. Dwunastka lekkoatletów z najlepszymi wynikami w fazie eliminacji (lub tych, którzy osiągnęli rezultat co najmniej 5,75 m w grupie A lub 5,60 m w grupie B) awansowała do finałowej rywalizacji.
Zawody w tej konkurencji wygrał reprezentant Holandii Rens Blom. Drugą pozycję zajął zawodnik ze Stanów Zjednoczonych Brad Walker, trzecią zaś reprezentujący Rosję Pawieł Gierasimow.

## Wyniki

### Eliminacje
Grupa A
| Miejsce | Zawodnik            | Państwo           | Wysokość (m) | Wysokość (m) | Wysokość (m) | Wynik końcowy | Uwagi |
| Miejsce | Zawodnik            | Państwo           | 5,30         | 5,45         | 5,60         | Wynik końcowy | Uwagi |
| ------- | ------------------- | ----------------- | ------------ | ------------ | ------------ | ------------- | ----- |
| 1.      | Nick Hysong         | Stany Zjednoczone |              |              | O            | 5,60          |       |
| 2.      | Igor Pawłow         | Rosja             | XO           | XO           | O            | 5,60          |       |
| 3.      | Patrik Kristiansson | Szwecja           |              | O            | XO           | 5,60          |       |
| 3.      | Tim Lobinger        | Niemcy            |              |              | XO           | 5,60          |       |
| 3.      | Dmitri Markov       | Australia         |              |              | XO           | 5,60          |       |
| 6.      | Kevin Rans          | Belgia            | O            | O            | XXX          | 5,45          |       |
| 6.      | Daichi Sawano       | Japonia           |              | O            | XXX          | 5,45          |       |
| 8.      | Jean Galfione       | Francja           | XO           | O            | XXX          | 5,45          |       |
| 9.      | Piotr Buciarski     | Dania             | XO           | XXX          |              | 5,30          |       |
| –       | Leonid Andreyev     | Uzbekistan        | XXX          |              |              | NM            |       |
| –       | Liu Feiliang        | Chiny             | XXX          |              |              | NM            |       |
| –       | Władysław Rewienko  | Ukraina           |              |              | XXX          | NM            |       |
| –       | Toby Stevenson      | Stany Zjednoczone |              |              |              | NM            |       |

Grupa B
| Miejsce | Zawodnik               | Państwo           | Wysokość (m) | Wysokość (m) | Wysokość (m) | Wynik końcowy | Uwagi |
| Miejsce | Zawodnik               | Państwo           | 5,30         | 5,45         | 5,60         | Wynik końcowy | Uwagi |
| ------- | ---------------------- | ----------------- | ------------ | ------------ | ------------ | ------------- | ----- |
| 1.      | Pawieł Gierasimow      | Rosja             |              | O            | XXO          | 5,60          |       |
| 2.      | Rens Blom              | Holandia          |              | O            | XXX          | 5,45          |       |
| 2.      | Danny Ecker            | Niemcy            |              | O            | XXX          | 5,45          |       |
| 2.      | Giuseppe Gibilisco     | Włochy            |              | O            | XXX          | 5,45          |       |
| 2.      | Brad Walker            | Stany Zjednoczone |              | O            | XXX          | 5,45          |       |
| 6.      | Damiel Dossévi         | Francja           | O            | XO           | XXX          | 5,45          |       |
| 6.      | Konstandinos Filipidis | Grecja            |              | XO           | XXX          | 5,45          |       |
| 8.      | Giovanni Lanaro        | Meksyk            | XXO          | XO           | XXX          | 5,45          |       |
| 9.      | Steve Hooker           | Australia         |              | XXO          | XXX          | 5,45          |       |
| 9.      | Denys Jurczenko        | Ukraina           |              | XXO          | XXX          | 5,45          |       |
| 11.     | Matti Mononen          | Finlandia         | O            | XXX          |              | 5,30          |       |
| 11.     | Jurij Rovan            | Słowenia          | O            | XXX          |              | 5,30          |       |
| –       | Lars Börgeling         | Niemcy            |              | XXX          |              | NM            |       |
| –       | Kim Yoo-suk            | Korea Południowa  | XXX          |              |              | NM            |       |

### Finał
| Miejsce | Zawodnik            | Państwo           | Wysokość (m) | Wysokość (m) | Wysokość (m) | Wysokość (m) | Wysokość (m) | Wysokość (m) | Wynik końcowy | Uwagi |
| Miejsce | Zawodnik            | Państwo           | 5,35         | 5,50         | 5,65         | 5,75         | 5,80         | 5,85         | Wynik końcowy | Uwagi |
| ------- | ------------------- | ----------------- | ------------ | ------------ | ------------ | ------------ | ------------ | ------------ | ------------- | ----- |
| 01 !    | Rens Blom           | Holandia          |              | XXO          | XO           | XO           | O            | X            | 5,80          | SB    |
| 02 !    | Brad Walker         | Stany Zjednoczone |              | XXO          | XO           | XO           | X-           | XX           | 5,75          |       |
| 03 !    | Pawieł Gierasimow   | Rosja             |              | O            | XO           | XXX          |              |              | 5,65          | SB    |
| 4.      | Igor Pawłow         | Rosja             |              | O            | XXO          | XXX          |              |              | 5,65          |       |
| 5.      | Giuseppe Gibilisco  | Włochy            |              | O            | XXX          |              |              |              | 5,50          |       |
| 5.      | Nick Hysong         | Stany Zjednoczone |              | O            | XXX          |              |              |              | 5,50          |       |
| 5.      | Tim Lobinger        | Niemcy            |              | O            | XXX          |              |              |              | 5,50          |       |
| 8.      | Daichi Sawano       | Japonia           | XO           | O            | XXX          |              |              |              | 5,50          |       |
| 9.      | Patrik Kristiansson | Szwecja           |              | XXO          | XXX          |              |              |              | 5,50          |       |
| 10.     | Kevin Rans          | Belgia            | O            | XXX          |              |              |              |              | 5,35          |       |
| –       | Danny Ecker         | Niemcy            |              | XXX          |              |              |              |              | NM            |       |
| –       | Dmitri Markov       | Australia         |              | XXX          |              |              |              |              | NM            |       |